# صادق جعفر (لاعب كرة قدم)
صادق جعفر لاعب كرة قدم بحريني يلعب حاليا لصالح نادي الدرجة الأولى النجمة البحريني في مركز حارس المرمى من 2015.